# Timothy Ray Brown
Timothy Ray Brown, detto anche "il paziente di Berlino" (Seattle, 11 marzo 1966 – Palm Springs, 29 settembre 2020), è stato un cittadino statunitense, noto come la prima persona al mondo a essere considerata guarita dall'infezione da HIV.

## Biografia
Timothy si rivelò sieropositivo nel 1995 mentre studiava a Berlino. Gli venne diagnosticata successivamente una leucemia mieloide acuta e nel 2007 fu quindi sottoposto a trapianto di midollo da parte di un donatore con una mutazione del recettore CCR5, la CCR5-Δ32 monozigote. Molte forme del virus HIV utilizzano nelle fasi iniziali questo recettore per entrare nelle cellule da infettare. I soggetti con la mutazione del recettore CCR5 risultano resistenti ai ceppi di HIV. Si stima che in Europa e in America una persona su mille abbia questo tipo di variazione genetica.
Dopo il trapianto, effettuato da un team di medici guidati da Gero Hütter, il virus non è risultato più rilevabile e Brown non ha utilizzato più farmaci anti HIV senza che l'infezione si manifestasse ancora, ed è quindi stato considerato totalmente guarito.

### Vita privata
Nel luglio del 2012, Timothy ha creato la fondazione Timothy Ray Brown a Washington, per la lotta all'HIV e AIDS.
È morto di leucemia il 29 settembre 2020 a 54 anni.